# Ranitomeya rubrocephala
Ranitomeya rubrocephala é uma espécie de anfíbio da família Dendrobatidae.
É endémica do Peru.
Os seus habitats naturais são: florestas subtropicais ou tropicais húmidas de baixa altitude e rios.